# 第10期名人戦 (囲碁)
第10期名人戦（だい10きめいじんせん）
囲碁の第10期名人戦は、1984年（昭和549年）12月から挑戦者決定リーグ戦、1985年9月から挑戦手合七番勝負が行われ、名人戦5連覇中の趙治勲を挑戦者小林光一が4勝3敗で下し、小林が初の名人位を獲得した。

## 方式
コミは5目半。持時間はリーグ戦は各6時間、挑戦手合は各9時間の二日制。

## 結果

### 挑戦者決定リーグ戦
挑戦者決定リーグ参加棋士は、前期シードの大竹英雄、小林光一、石田章、高木祥一、林海峰、加藤正夫と、新参加の大平修三、山城宏、18歳五段で初リーグ入りを果たした依田紀基の計9名。
リーグ開幕前の朝日新聞の予想座談会で人気の高かった加藤正夫が5連勝して優位となったが、6局目で大平に敗れ、4勝1敗同士の対決で大竹を制した小林光一と5勝1敗で並ぶ。次いで大竹が加藤を破り、小林は林海峰、依田紀基に連勝して7勝1敗で初の挑戦者となった。降級争いでは、依田が1勝7敗で確定、高木、大平、山城が2勝6敗で並んだが、順位の差で高木が残留、2勝での残留は前例がなかった。

### 挑戦手合七番勝負
名人5連覇中の趙治勲に対し、小林光一は若手時代から趙とはライバルと目されており、この年に十段戦2連覇を果たしたのに続いて名人戦挑戦者となり、3年前の本因坊戦以来2度目の七番勝負登場となった。事前のインタビューでは「趙名人を倒すことは僕の最大の目標ですから、ありったけの力でぶつかります。3年前の本因坊戦では完敗しましたが、あの頃に比べたら、少しはましになっているつもりです」と語り、趙は「初めて名人に挑戦したときと同じような心のたかぶりを覚えます」と語った。また小林は王座戦でも挑戦者となるなど好調で、坂田栄男の予想でも両者互角とみられていた。
第1局は東京羽沢ガーデンで行われ、小林先番で序盤はじっくりした展開となったが、右下で黒63の大きなヒラキにまわってのペースという。しかし右下黒97のコスミが問題で、白134の置きを小林は見落としており、右辺白148の勝負手で微細となったが、秒読みに追われた趙が最善を逃して、281手完、小林の5目半勝となった。第2局は沖縄ハーバービューホテルで、先番趙が左下隅で大斜ガケから黒29の新手の積極策で主導権を握り、左上47の巧手から左下隅の白5子を取る振り替わりで優位に立った。その後も白の勝負手を巧妙にシノいで、229手完黒中押勝、1勝1敗のタイとした。
第3局は伊豆長岡石亭で行われ、序盤は黒の厚みと白の実利の分かれとなったが、右上隅で白68が緩着で、黒は左下の黒69の必争点を占め、続いて黒87が白への攻めを見ながら厚みを盛り上げる強手でやや優勢となる。その後激しいヨセ合いとなったが、黒が逃げ切って、147手完黒中押勝した。第4局は苫小牧市ウトナイ湖畔のウトナイレイクホテルで行われ、大野伸行五段大渕盛人四段が記録係を務め、札幌市出身の大野五段の父で地方棋士の大野正由六段所蔵の碁盤が使われた。黒番趙は第2局と同様に左下で大斜を仕掛けたが、右下隅の形を決めてから打った点で形が違っている。そのため白は戦いを避けて左辺を這う定石を選択した。黒47で左上隅三々に入ったのがやや疑問だったが、続いて白52から右上に侵入して激しい戦いになった。ここで黒はわずかに優勢となったが、黒119の稼ぎの代償に中央に白地を造られて半目勝負になり、黒135が敗着となる小さい手で、白136で白有利となり、その後差が開いて186手完白中押勝ち、小林は3勝1敗で名人奪取にあと1勝と迫った。
第5局は京都市大文字家で行われ、藤田梧郎六段秘蔵の碁盤が使われ、碁盤が高いため小林は座布団を二枚重ねにして座った。この第5局の前に小林と趙は天元戦の挑戦者決定戦でも対戦し、小林が勝って挑戦者に決定している。序盤白番趙の4手目で珍しい右下隅のカカリから、黒の実利と白の厚みのわかれとなり、その後も黒が四隅を取る展開となった。白は中央の大模様を築き、黒からの消し具合が勝負になったが、白が中央をうまく止めて微細ながら黒有利と見られた。ヨセで左下隅の黒121が2目損の悪手で、189手完、白2目半勝ち。趙はカド番から1勝を返した。第6局は伊東市龍石で行われた。趙の先番で、序盤で黒は右上隅で白の大ゲイマガカリにカタツキから厚みを得る定石を選択。左上一帯を模様として、上辺に侵入した白を攻めて大きく確定地とした。白は右上黒を切り離して攻めにかかるが、黒も巧妙に二眼を作ってシノぐ。黒は下辺の白模様も荒らして、197手まで黒2目半勝ち。ついに3勝3敗の
タイに戻した。
第7局は湯河原の石亭で行われた。黒番小林は1手目にこの七番勝負で初めて星に打ち、白は2手目三々で始まる。続いて右下隅で、一間高バサミから黒の勢力と白の実利の分かれになった。下辺での競り合いが続き、ここでも白が実利を稼ぎ、黒は右上方面の地を固め、荒らしに来た白と中央の白のカラミ攻めを狙う。黒69が白の取りかけと、白からのヨセを封じる強手で、この手により白2子を捕獲して右辺を辛く地にしたが、形勢は互角。上辺の白模様まとまり具合が勝負となったが、白92手目が広げ過ぎで、黒から楽に荒らされてしい形勢が傾いた。白102考慮中に5時半の夕食休憩の時間になり、趙は「打っちゃおう」と言ったが結局休憩を入れ、再開後15分の黒111までで白投了。3勝3敗からは追いついた方が有利という過去の例をくつがえし、小林が4勝3敗で名人位を獲得した。終局直後のインタビューで小林は「あこがれの名人位ですから、それはもう。でも終わったばかりでピンときません」「今度は勝ったけれど、まだ趙さんに並んだとは思っていません。これからも目標は趙さんです」と語った。慰労会の席に移って、趙はとっくりを持って小林のところに行き「お祝いをしなくちゃ、ね。どうもおめでとう」と言って注いで、小林もそれに返して周囲からの拍手とともに和やかな場となった。また小林が席を立つ頃には趙は泥酔に近く、「俺が小林光一に負けるかなあ」とも呟いた。また翌日の新聞社の取材で小林は「あと一番を勝つのがどんなに大変か、身にしみてわかりました。また最近地に辛くなったという指摘には「自分で意識したことはありません。下のときは力で勝てたのが、上の人を相手では通用しなくなります。それで自然に変わったわけです」などと語った。
七番勝負（1985年）（△は先番）
この間に小林は王座戦五番勝負では加藤正夫に挑戦して0-3で敗れたが、11月16日-12月4日に行われた天元戦では石田芳夫に3-0で勝って、三冠をとなった。これにより趙・小林時代、あるいは武宮正樹本因坊を加えて三強といった言われ方もされるようになる。また小林は名人獲得により旭川市民栄誉賞（第1号）、北海道民栄誉賞が授与された。

## 対局譜

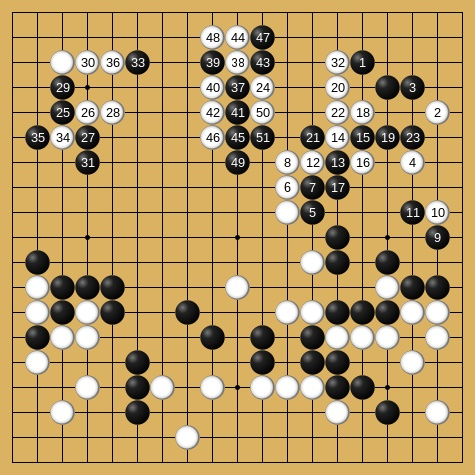
第7局(61-121手)

新名人誕生 第10期名人戦挑戦手合七番勝負第7局 1985年11月20-21日 趙治勲名人-小林光一(先番)
小林の3勝1敗から趙2連勝でタイスコアとなって、第7局が名人位を決める決戦となった。先番小林は右下隅で二間高バサミではハサミ返しされるのを嫌って一間にハサみ、白は黒が下辺に展開するのを避けて下ツケの変化にでたが、この部分の分かれは右辺の黒の幅がよいと見られる。白は下辺、左下で地を持って。黒は中央白への攻め味を見る展開となったが、いったん黒1（61手目）と右上隅を固めて様子を見た。そこで白もすぐに白2、4と荒らしに行ったが、黒5でカラミ攻めを狙う。白は6、8と応じて厚くし、右上の白は捨てる手も見る。白6で10に打てば生きることはできるが、黒6のハネからどんどん押されて上辺が黒地にされてしまう。黒9がすごい手と言われ、これで普通に10に打てば白2子は取れるが、白から右辺のハネツギのヨセが残るため、白も2子を捨てやすくなるのを防いだ。結局白12から2子は捨てたが、この時点では難しい勝負で、上辺をいっぱいに囲おうとした白32が敗着で、黒33以下で楽に荒らされてしまった。この手では28からケイマぐらいに囲えば難しかった。黒37では39の二間でも生きは容易だった。黒46では39の左にカカエるのが最善だが、白46、または49の2路下の二間飛びでも黒勝ち。白50は投げ場を求めた手で、黒51に白が51の右に打てば、黒は39の左にノビて白3子が取られるため、ここで白投了となった。

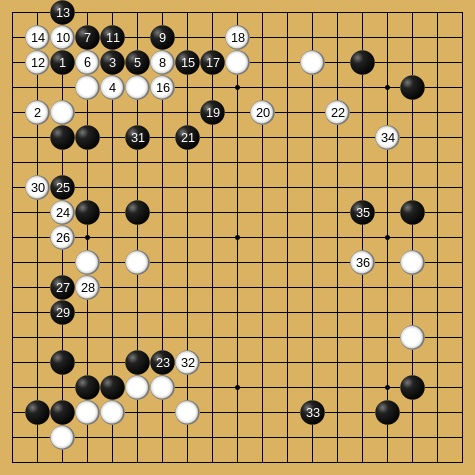
第1局(31-65手)

小林先勝 第10期名人戦挑戦手合七番勝負第1局 1985年9月11-12日 趙治勲名人-小林光一(先番)
双方じっくりした布石で始まった。黒1（31）は衆目の一致する好点だが、白2では1下にグズむ方がこの碁では優った。実戦の進行は黒が地にカラく、黒からの攻めもあまり期待できない。白22は好手。黒23も左辺白への攻めを狙っている。そこで白30で32ハネるのが有力。白30と黒31の交換は黒を固めてしまったため、今度は白32に相手をせず黒33と好点ヒラいて、黒が地合いで優位に立った。白32では、33の右にヒラくか、何も打たずに34の右に打ち込んで荒らす手が考えられた。この後白は右下、右辺で勝負手を繰り出すが、秒読みに追われた白は最善を逃し、黒が逃げ切って先勝した。

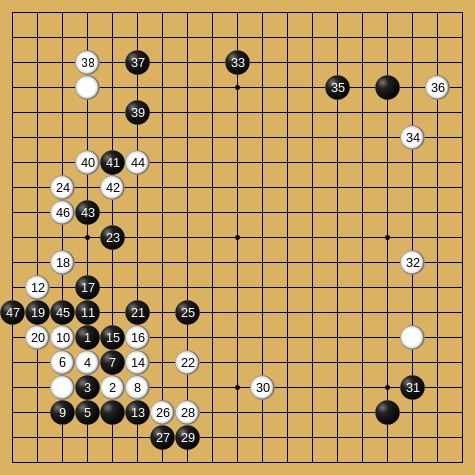
第2局(7-53手)

大斜作戦で名人完勝 第10期名人戦挑戦手合七番勝負第2局 1985年9月25-26日 趙治勲名人(先番)-小林光一
黒1（7手目）の大斜ガケは、ここの対応によって右下隅の白に対する打ち方を変える意図の好手だった。左下の白が根拠のない形になれば、右下でハサミや肩ツキなどで高圧して戦いの主導権を取ることができる。また白12では白14、黒15、白45に這う定石の方が有力だった。黒23が新手で評価が高く、白32までの分かれは黒がやや打ちやすい。白36に隅を受けずに37とカカったのも柔軟な着想。黒41のツケも好手で、白は48、50と気合いで反発したが、黒47まで隅の白と振り替わって黒が優位に立った。その後黒は下辺も地にして、中央の白地を消しに行った石も巧妙にシノいで、盤面で10目以上の差となった。最後はヨセで白の見損じがあって投了、趙が完勝で1章を返した。

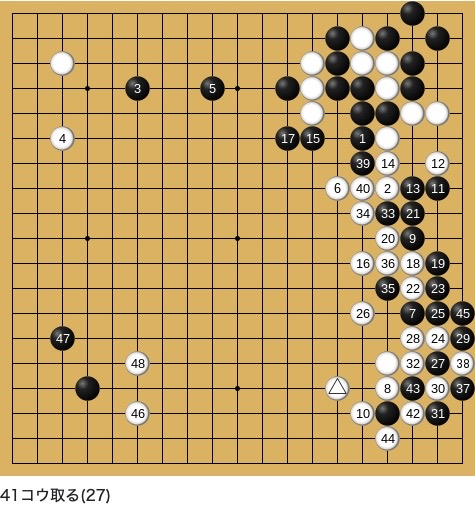
依田-小林(29-76手)

新鋭の奮闘 第10期名人戦リーグ 1985年8月15日 依田紀基-小林光一(先番)
依田の18歳での名人・本因坊戦リーグ入りは当時最年少記録、五段でのリーグ入りは加藤正夫の四段に次ぐ記録で注目を集めたが、リーグ戦7局までで山城に勝ったのみの1勝6敗とリーグ陥落が決まっていた。一方の小林は6勝1敗でこのリーグ最終局に勝てば挑戦が決定、敗れると2敗者同士でプレーオフとなっており、過去の両者の対戦成績は小林の4戦全勝だったが、依田も闘志を燃やして対局に臨んだ。序盤右上隅で白番依田のハザマ飛びから梶原定石となり、白は28手目で1への押しではなく、右下△のケイマガケを選択して広い碁形を目指す。黒1（29手目）には白2と外すのが常形。黒15では黒27、白30、黒32、白43までを利かす手もあったが、打たなかったので白24のノゾキが大きな利かしになり、白26の封鎖に黒は低位で生きることが必要となった。白は先手で厚みを築き、左下白46のカカリに回り、下辺に大きな模様を築いて優勢となった。黒45で31の下にサガって生きると、白から7左の切りが先手になる。その後のヨセで徐々に細かい形勢になり、白180手目が最後の敗着で、216手完で黒の逆転半目勝ち、小林が挑戦者に決定した。

## 注
1. ↑  『1986年版 囲碁年鑑』
2. ↑  『棋道』1985年11月号
3. ↑  『棋道』1986年1月号
4. ↑  『棋道』1985年10月号